# Luc Brisson
Luc Brisson (* 10. März 1946 in Saint-Esprit, Comté de Montcalm, Québec, Kanada) ist ein kanadischer und seit 1986 naturalisierter französischer Philosophiehistoriker und Anthropologe der Antike. Er ist emeritierter Directeur de recherche am Centre Jean Pépin des Centre national de la recherche scientifique.

## Leben
Nach der Absolvierung der Grundschule in Saint-Esprit belegte Brisson von 1957 bis 1963 den Cours classique (Éléments latins à Rhétorique) am Seminar Saint-Sacrement in Terrebonne und von 1963 bis 1965 den Cours classique (Philosophie I und II) am Seminar Sainte-Thérèse von Sainte-Thérèse-de-Blainville. Im Juni 1965 schloss er diese Ausbildung mit dem Baccalaureus in artibus ab.
Von 1965 bis 1968 studierte er Philosophie an der Universität Montreal und erwarb dort 1967 das Baccalauréat in Philosophie. Es folgte die Maîtrise ès Arts in Philosophie im Mai 1968 mit einer Schrift Le non-être en tant qu'autre dans le Sophiste de Platon bei Vianney Décarie.
Auf Betreiben von Paul Ricœur, der regelmäßig in Montreal lehrte, ging er an die Universität Paris X Nanterre zu Clémence Ramnoux und bereitete dort von 1968 bis 1971 eine thèse de doctorat de 3e cycle vor. Zugleich studierte er Soziologie des antiken Griechenland bei Pierre Vidal-Naquet an der École pratique des hautes études. Im Juni 1971 erwarb er das Doctorat de 3ème cycle in Philosophie mit einer Dissertation unter dem Titel: Le même et l'autre dans la structure ontologique du Timée de Platon. Un commentaire systématique du Timée de Platon. Die Jury bestand aus Clémence Ramnoux, Jean Pépin und Pierre Vidal-Naquet.
Es folgte 1971 bis 1972 ein Jahr als migrant student am Balliol College der University of Oxford. 1974 wurde er wissenschaftlicher Mitarbeiter am Centre national de la recherche scientifique. Von 1979 bis 1984 studierte er Sanskrit an der Université de la Sorbonne Nouvelle-Paris III. 1981 wurde er chargé de recherche am CNRS. Im Juni 1982 erwarb er den Abschluss in lebenden Fremdsprachen im Fach Indologie. Im Juni 1984 erwarb er die Maîtrise en Études Indiennes bei Marie-Claude Porcher mit einer Dissertation unter dem Titel La figure du roi dans le Dasakumaracarita de Dandin.
Im Dezember 1985 folgte das Doctorat d'État in Philosophie an der Université de Paris X-Nanterre mit einer Dissertation unter dem Titel: Mythe et philosophie chez Platon. Die Jury bestand aus Clémence Ramnoux (Vorsitzende) und Pierre Aubenque, Jacques Brunschwig (Berichterstatter), Jean Pépin und Pierre Vidal-Naquet. 1986 wurde er Directeur de Recherche (2ème classe), 1998 Directeur de Recherche (1ère classe) am Centre national de la recherche scientifique.
Brisson ist Mitglied der International Plato Society und der Academia Platonica Septima Monasteriensis.
Brisson arbeitet vor allem zu Platon und zum Neuplatonismus, insbesondere Plotin, in Gestalt von Forschungsberichten und Bibliographien, Übersetzungen und Kommentaren. Auf dem Gebiet der Anthropologie der Antike hat er vor allem strukturalistisch orientierte Arbeiten zum Seher Tiresias, zur Orphik und zum Hermaphroditismus sowie zum Mythos als solchem veröffentlicht.

## Auszeichnungen
- 1975 Prix Zographos für die Dissertation Le même et l'autre dans la structure ontologique du Timée de Platon
- 1978 Bronzemedaille des Centre national de la recherche scientifique
- 1998 Mitglied der Société Royale du Canada
- 2007 Korrespondierendes Mitglied der Accademia Nazionale dei Lincei, Rom
- 2013 Ehrendoktorat der Université du Québec, Montréal

## Schriften (Auswahl)
Forschungsberichte zu Platon
- Platon 1958–1975. In: Lustrum. Internationale Forschungsberichte aus dem Bereich des klassischen Altertums. Band 20, 1977 [1979], S. 5–304.
- Platon 1990-1995: Bibliographie. Avec la collaboration de Frédéric Plin (Tradition de la pensée classique). Librairie philosophique J. Vrin, Paris 1999, ISBN 2-7116-1412-3.
- Platon 1995-2000: Bibliographie. Avec Benoît Castelnerac et la collaboration de Frédéric Plin (Tradition de la pensée classique). Librairie philosophique J. Vrin, Paris 2007, ISBN 2-7116-1698-3.
- mit Trevor Saunders: Bibliography on Plato's Laws. Third edition. Revised and completed with an additional Bibliography on the Epinomis by Luc Brisson (= IPS. Band 12). Academia Verlag, Sankt Augustin 2000.

Monographien und Buchbeiträge
- Le même et l'autre dans la structure ontologique du Timée de Platon. Un commentaire systématique du Timée de Platon. Klincksieck, Paris 1974 (Vierte Auflage avec un supplément bibliographique 1998–2015, Academia Verlag, Sankt Augustin 2015).
- Le mythe de Tirésias. Essai d'analyse structurale. Brill, Leiden 1976.
- Platon, les mots et les mythes. Comment et pourquoi Platon nomma le mythe ? (Textes à l'appui. Histoire classique). Éditions Maspero, Paris 1982.
  - Englische Übersetzung: Plato the Myth Maker. Edited, translated, and with an Introduction by Gerard Naddaf. University of Chicago Press, Chicago 1998.
- mit F. Walter Meyerstein: Inventer l'univers. Le problème de la connaissance et les modèles cosmologiques (= Collection L'âne d'or. Band 1). Les Belles Lettres, Paris 1991.
  - Englische Übersetzung: Inventing the Universe. Plato's Timaeus, the Big Bang, and the Problem of Scientific Knowledge. SUNY Press, Albany (NY) 1995 (Inhaltsverzeichnis online)
- mit F. Walter Meyerstein: Puissance et limites de la raison. Le problème des valeurs (Collection L'âne d'or). Les Belles Lettres, Paris 1995.
- Orphée et l'Orphisme dans l'Antiquité gréco-romaine. Variorum, Aldershot 1995.
- mit Christoph Jamme: Einführung in die Philosophie des Mythos. Band 1: Luc Brisson, Antike, Mittelalter und Renaissance. Band 2: Christoph Jamme, Neuzeit und Gegenwart. Wissenschaftliche Buchgesellschaft, Darmstadt 1996.
  - Französische Fassung: Introduction à la philosophie du mythe. 1: Luc Brisson, Sauver les mythes. 2: Chr. Jamme, Époque modeme et contemporaine. Librairie philosophique J. Vrin, Paris 1996.
- Le sexe incertain. Androgynie et hermaphrodisme dans l'Antiquité gréco-romaine (Vérité des mythes. Sources). Les Belles Lettres, Paris 1997.
- Les Sophistes. In: Monique Canto-Sperber u. a. (Hrsg.): Philosophie grecque. 2e édition revue et corrigée, Presses Universitaires de France, Paris 1998, S. 89–120. Ebenda Les Socratiques, S. 145–184; Les Traditions platoniciennes et aristotéliciennes, S. 593–699; Le Christianisme face à la philosophie, S. 701–743; Le Monde byzantin et la philosophie grecque, S. 745–779; mit Monique Canto-Sperber: Annexe. Ce qu’il faut savoir avant d’aborder l’étude de la pensée antique, S. 782–826.
- mit Jean-François Pradeau: Vocabulaire de Platon. Ellipses, Paris 1998.
- Lectures de Platon (Bibliothèque d'histoire de la philosophie). Librairie philosophique J. Vrin, Paris 2000, ISBN 2-7116-1455-7.
- Plato’s Natural Philosophy and Metaphysics. In: Mary Louise Gill, Pierre Pellegrin (Hrsg.): A Companion to Ancient Philosophy. Wiley-Blackwell, Chichester 2006, S. 212–231; Ebenda mit Jean-François Pradeau: Plotinus, S. 577–596.
- mit F. Walter Meyerstein, Anders P. Moeller: LifeTime. The quest for a definition of Life (Philosophische Texte und Studien). Olms, Hildesheim/Zürich/New York 2006.
- mit Jean-François Pradeau: Les Lois de Platon. Presses Universitaires de France, Paris 2007.
- mit Jean-François Pradeau: Dictionnaire. Platon. Ellipses, Paris 2007.

Übersetzungen antiker Autoren
Platon
- Lettres (GF 466). Flammarion, Paris 1987.
- Apologie de Socrate. Criton (GF 848). Flammarion, Paris 1997; dritte Auflage 2005, ISBN 2-08-070848-1.
- Timée. Critias (GF 618). Zweite Auflage, Flammarion, Paris 1995, ISBN 2-08-070618-7.
- Parménide (GF 688). Flammarion, Paris 1994, ISBN 2-08-070688-8.
- Le Banquet (GF 987). Vierte Auflage, Flammarion, Paris 2005, ISBN 2-08-070987-9.
- Phèdre (GF 488). Sechste Auflage, mit: La pharmacie de Platon von Jacques Derrida. Flammarion, Paris 2004, ISBN 2-08-070488-5.
- mit Jean-François Pradeau: Le politique (GF 1156). Flammarion, Paris 2003, ISBN 2-08-071156-3.
- mit Jean-François Pradeau: Les lois. Livres I à VI (GF 1059). Flammarion, Paris 2006, ISBN 2-08-071059-1.
- mit Jean-François Pradeau: Les lois. Livres VII à XII (GF 1257). Flammarion, Paris 2006, ISBN 2-08-071257-8.
- Œuvres complètes. Flammarion, Paris 2008.
- Écrits attribués à Platon (GF). Flammarion, Paris 2014, ISBN 978-2-08-071176-2.

Plotin
- Plotin, Traité Sur les nombres (Ennéade VI 6 [34]) (= Histoire des Doctrines de l'Antiquité Classique. Band 4). Introduction, texte grec, traduction, commentaire et index grec par Janine Bertier, Luc Brisson, Annick Charles, Jean Pépin, Henri Dominique Saffrey, Alain-Ph. Segonds. Librairie philosophique J. Vrin, Paris 1980.
- Plotin, Traités 1-6, présentation, traduction et notes sous la direction de Luc Brisson et Jean-François Pradeau (GF 1155). Flammarion, Paris 2002.
- Plotin, Traités 7-21, présentation, traduction et notes sous la direction de Luc Brisson et Jean-François Pradeau (GF 1164). Flammarion, Paris 2003.
- Plotin, Traités 22-26, présentation, traduction et notes sous la direction de Luc Brisson et Jean-François Pradeau (GF 1198). Flammarion, Paris 2004.
- Plotin, Traités 27-29. Sur les difficultés relatives à l'âme, trois livres, présentés, traduits et annotés par Luc Brisson (GF 1203). Flammarion, Paris 2005.
- Plotin, Traités 42-44. Sur les genres de l'être I, II et III, présentés, traduits et annotés par Luc Brisson (GF 1348). Flammarion, Paris 2007.
- Plotin, Traités 51-54. Porphyre, Vie de Plotin, présentation, traduction et notes sous la direction de Luc Brisson et Jean-François Pradeau (GF 1444). Flammarion, Paris 2010.

Weitere Neuplatoniker
- Porphyre, La Vie de Plotin I. Travaux préliminaires et index grec complet, par Luc Brisson, Marie-Odile Goulet-Cazé, Richard Goulet et Denis O’Brien (= Histoire des Doctrines de l'Antiquité Classique. Band 6). Librairie philosophique J. Vrin, Paris 1982.
- Porphyre, La Vie de Plotin II. Études d'introduction, texte grec et traduction française, commentaire, notes complémentaires, bibliographie, par Luc Brisson, Jean-Louis Cherlonneix, Marie-Odile Goulet-Cazé, Richard Goulet, Mirko D. Grmek, Jean-Marie Flamand, Sylvain Matton, Denis O’Brien, Jean Pépin, Henri Dominique Saffrey, Alain-Philippe Segonds, Michel Tardieu et Pierre Thillet (= Histoire des Doctrines de l'Antiquité Classique. Band 16). Librairie philosophique J. Vrin, Paris 1992.
- Jamblique, Vie de Pythagore. Introduction, traduction et notes par Luc Brisson et Alain-Philippe Segonds. Les Belles Lettres, Paris 1996.
- Porphyre, Sentences. Études d'introduction, texte grec et traduction française, commentaire, avec une traduction anglaise de John Dillon, par l'UPR 76, sous la direction de Luc Brisson. 2 Bände, Librairie philosophique J. Vrin, Paris 2005.
- Calcidius, Commentaire au Timée de Platon, tome I, édition critique et traduction française par Béatrice Bakhouche, avec la collaboration de Luc Brisson pour la traduction; t. II, Notes sur la traduction et le Commentaire de Calcidius et Annexes, par Béatrice Bakhouche. Librairie philosophique J. Vrin, Paris 2011.

Weitere Autoren
- Diogène Laërce, Vies et Doctrines des Philosophes illustres, traduction française sous la direction de Marie-Odile Goulet-Cazé. Introduction, traductions et notes de J.-F. Balaudé, L. Brisson, J. Brunschwig, T. Dorandi, M.-O Goulet-Cazé, R. Goulet et M. Narcy, avec la collaboration de Michel Patillon. Le Livre de Poche, Paris 1999.
- Longin, Fragments et Art rhétorique, texte établi et traduit par Michel Patillon et Luc Brisson; Rufus, Art rhétorique, texte établi et traduit par Michel Patillon. Les Belles Lettres, Paris 2001.